# Сесар Таррега
Се́сар Та́ррега Реке́ні (ісп. César Tárrega Requeni; нар. 26 лютого 2002, Алдая) — іспанський футболіст, захисник клубу «Валенсія».

## Клубна кар'єра
Виступав за юнацьку команди «Дон Боско», «Леванте» і «Патакона», а 2019 року приєднався до академії «Валенсії».
2 вересня 2021 року дебютував за резервну команду в матчі проти «Кастельйона Б». 2 грудня 2021 року дебютував в основному складі «Валенсії» в поєдинку Кубка Іспанії проти «Утрільяса», вийшовши в стартовому складі. 24 січня 2023 року продовжив контракт з клубом до літа 2027 року.
16 вересня 2023 року в матчі проти «Атлетіко» (Мадрид) дебютував у Ла-Лізі, замінивши Тьєррі Коррею.
19 січня 2024 року перейшов на правах оренди в клуб Сегунди «Реал Вальядолід» до кінця сезону. 29 січня дебютував за нову команду в матчі Сегунди проти «Расінга» (Сантандер), вийшовши на заміну Ануару. 7 квітня 2024 року в поєдинку проти «Картахени» забив свій перший гол за «Вальядолід». Всього за час оренди провів 16 матчів, відзначившись одним м'ячем.
27 червня 2024 року продовжив контракт з «Валенсією» до літа 2028 року. з 21 жовтня 2024 року в матчі Ла-Ліги проти «Лас-Пальмаса» забив свій перший гол за «Валенсію».

## Кар'єра в збірній
В березні 2025 року вперше викликаний в збірну Іспанії до 21 року для участі в товариських матчах проти збірних Чехії та Німеччини. 21 березня 2025 року в поєдинку з Чехією дебютував за молодіжну збірну Іспанії, відзначившись забитим м'ячем.
В червні 2025 року потрапив в заявку збірної до 21 року на молодіжний чемпіонат Європи в Словаччині. На турнірі провів чотири матчі, відзначившись м'ячем проти збірної Словаччини, а його команда дійшла до чвертьфіналу, де поступилась англійцям.

## Статистика виступів
Станом на 23 травня 2025 
| Клуб              | Сезон             | Чемпіонат             | Чемпіонат | Чемпіонат | Кубок | Кубок | Єврокубки | Єврокубки | Інші  | Інші | Всього | Всього |
| Клуб              | Сезон             | Дивізіон              | Матчі     | Голи      | Матчі | Голи  | Матчі     | Голи      | Матчі | Голи | Матчі  | Голи   |
| ----------------- | ----------------- | --------------------- | --------- | --------- | ----- | ----- | --------- | --------- | ----- | ---- | ------ | ------ |
| Валенсія Б        | 2021–22           | Сегунда Дивізіон RFEF | 25        | 2         | —     | —     | —         | —         | —     | —    | 25     | 2      |
| Валенсія Б        | 2022–23           | Сегунда Федерасьйон   | 31        | 1         | —     | —     | —         | —         | —     | —    | 31     | 1      |
| Валенсія Б        | 2023–24           | Сегунда Федерасьйон   | 8         | 1         | —     | —     | —         | —         | —     | —    | 8      | 1      |
| Валенсія Б        | Всього            | Всього                | 64        | 4         | 0     | 0     | 0         | 0         | 0     | 0    | 64     | 4      |
| Валенсія          | 2021–22           | Ла-Ліга               | 0         | 0         | 2     | 0     | —         | —         | —     | —    | 2      | 0      |
| Валенсія          | 2023–24           | Ла-Ліга               | 1         | 0         | 1     | 0     | —         | —         | —     | —    | 2      | 0      |
| Валенсія          | 2024–25           | Ла-Ліга               | 34        | 2         | 4     | 0     | —         | —         | —     | —    | 38     | 2      |
| Валенсія          | Всього            | Всього                | 35        | 2         | 7     | 0     | 0         | 0         | 0     | 0    | 42     | 2      |
| → Реал Вальядолід | 2023–24           | Сегунда Дивізіон      | 16        | 1         | 0     | 0     | —         | —         | —     | —    | 16     | 1      |
| Всього за кар'єру | Всього за кар'єру | Всього за кар'єру     | 115       | 7         | 0     | 0     | 0         | 0         | 0     | 0    | 122    | 7      |